# Quedius lundbergi
Quedius lundbergi är en skalbaggsart som beskrevs av Mary E. Palm 1972. Quedius lundbergi ingår i släktet Quedius, och familjen kortvingar. Enligt den finländska rödlistan är arten sårbar i Finland. Enligt den svenska rödlistan är arten nära hotad i Sverige. Arten förekommer i Övre Norrland. Artens livsmiljö är naturmoskogar.